# 22132 Merkley
22132 Merkley (2000 UD21) là một tiểu hành tinh vành đai chính được phát hiện ngày 24 tháng 10 năm 2000 bởi nhóm nghiên cứu tiểu hành tinh gần Trái Đất phòng thí nghiệm Lincoln ở Socorro.